# Världsmästerskapen i bordtennis 2005
Världsmästerskapen i bordtennis 2005 spelades i Shanghai Grand Stage i Shanghai under perioden 29 april-6 maj 2005.

## Medaljsummering

### Medaljligan
| Pl.   | Nation   | Guld | Silver | Brons | Totalt |
| ----- | -------- | ---- | ------ | ----- | ------ |
| 1     | Kina     | 5    | 4      | 6     | 15     |
| 2     | Tyskland | 0    | 1      | 0     | 1      |
| 3     | Hongkong | 0    | 0      | 2     | 2      |
| 4     | Danmark  | 0    | 0      | 1     | 1      |
| 4     | Sydkorea | 0    | 0      | 1     | 1      |
| Total | Total    | 5    | 5      | 10    | 20     |

### Discipliner
| Disciplin               | Guld                  | Silver                  | Brons               |
| Herrsingel Detaljer...  | Wang Liqin            | Ma Lin                  | Oh Sang Eun         |
| Herrsingel Detaljer...  | Wang Liqin            | Ma Lin                  | Michael Maze        |
| Damsingel Detaljer...   | Zhang Yining          | Guo Yan                 | Lin Ling            |
| Damsingel Detaljer...   | Zhang Yining          | Guo Yan                 | Guo Yue             |
| Herrdubbel Detaljer...  | Kong Linghui Wang Hao | Timo Boll Christian Süß | Chen Qi Ma Lin      |
| Herrdubbel Detaljer...  | Kong Linghui Wang Hao | Timo Boll Christian Süß | Wang Liqin Yan Sen  |
| Damdubbel Detaljer...   | Wang Nan Zhang Yining | Guo Yue Niu Jianfeng    | Bai Yang Guo Yan    |
| Damdubbel Detaljer...   | Wang Nan Zhang Yining | Guo Yue Niu Jianfeng    | Tie Ya Na Zhang Rui |
| Mixeddubbel Detaljer... | Wang Liqin Guo Yue    | Liu Guozheng Bai Yang   | Yan Sen Guo Yan     |
| Mixeddubbel Detaljer... | Wang Liqin Guo Yue    | Liu Guozheng Bai Yang   | Qiu Yike Cao Zhen   |

## Finaler

### Herrsingel
Wang Liqin slår  Ma Lin 4-2: 11-9, 3-11, 8-11, 11-9,11-9, 11-7

### Damsingel
Zhang Yining slår  Guo Yan, 4-2: 5-11, 11-7, 11-7, 4-11,11-8, 13-11

### Herrdubbel
Kong Linghui / Wang Hao slår  Timo Boll / Christian Süß, 4-1: 11-9, 11-3, 11-9, 7-11, 11-6

### Damdubbel
Wang Nan / Zhang Yining slår  Guo Yue / Niu Jianfeng, 4-1: 11-4, 11-5, 10-12, 11-9,11-5

### Mixeddubbel
Wang Liqin / Guo Yue slår  Liu Guozheng / Bai Yang, 4-3: 11-4, 6-11, 6-11, 11-7, 11-9, 7-11, 11-6